# Piúria
Piúria és la presència de pus a l'orina. La presència de piúria cal considerar-la com a prova d'infecció del tracte urinari. Es diagnostica quan es detecten un elevat nombre de leucòcits polimorfonuclears per camp (força més dels 5 de quan es parla de leucocitúria). La presència de piúria cal considerar-la com a prova d'infecció del tracte urinari.
En general, la piúria es produeix com a conseqüència d'infeccions bacterianes (pielonefritis, cistitis, prostatitis, uretritis), i altres processos inflamatoris com ara: litiasi (pedres), glomerulonefritis, lupus eritematós sistèmic i tumors del tracte urinari.